# Вилхелм III фон Залм
Вилхелм III фон Залм (на немски: Wilhelm III. Graf von Salm; † между 8 февруари 1296/декември 1297) е граф на Долен Залм в Ардените (1265 – 1297) и господар на Пруви.

## Биография
Той е син на граф Вилхелм II фон Долен Залм († сл. 1289), фогт на Бридел, и съпругата му Рихардис фон Юлих († сл. 1291), дъщеря на граф Вилхелм IV фон Юлих († 1278) и Рихардис фон Гелдерн († 1293/1298). Внук е на граф Хайнрих I/III фон Долен Залм († 1259) и Клеменце де Розой († сл. 1285). Потомък е на граф Фридрих II фон Долен Салм и Вианден († сл. 1200) и съпругата му Елизабет (Елиза) фон Залм († сл. 1200), дъщеря на граф Хайнрих I фон Залм-Лонгенщайн († сл. 1170) и Клеменция фон Дагсбург († 1169).
След смъртта на граф Хайнрих I фон Залм (1163) родът Залм се разделя на клоновете Стар-Залм в Ардените и на Горен-Залм във Вогезите. Старият род на графовете на Люксембург се разделя през 12 век на линиите Горен-Залм и Долен-Залм.
Вилхелм III фон Долен Залм умира на 21 май 1295/декември 1297 г. и е погребан в Химелроде.
През 1416 г. Долен Залм е завещан на господарите от Райфершайт и Дик, които се наричат Залм-Райфершайт (от 1790 и 1804 г. стават князе).

## Фамилия
Вилхелм III фон Долен Залм се жени пр. 1281/пр. 1284 г. за Катерина де Пруви († сл. декември 1297/сл. 1300), дъщеря на Герард де Пруви († 1281). Те имат децата:
- Хайнрих II/IV фон Долен Залм († 1297/1301/сл. 1340), граф, женен между 1315 и 1320 г. за Филипа фон Грандпре († 1342/сл.1343/1346); вероятно е негов брат
- Мария фон Долен Залм († сл. 1305)
- Рикарда фон Долен Залм († сл. 1324), омъжена за Йохан III фон Райфершайд († ок. 1316)
- Изабела фон Долен Залм († сл. 1344/сл. 1348), омъжена за Райнер фон Шойзьол († януари 1339)